# 앙겔로스 페치스
앙겔로스 페치스(그리스어: Άγγελος Φέτσης, 1878년 ~ ?)는 그리스의 육상 선수로 레프카다에서 태어났다.. 그는 아테네에서 열린 1896년 하계 올림픽에 참가했다.
페치스는 800m 종목에 참가했으며 예선전에서 4위나 5위를 기록했다. 그와 팀동료인 디미트리오스 톰프로프 중에 누가 4위를 했는지는 모른다. 하지만 2위까지만 결승에 나갈 수 있어서 둘 다 결승에 나가지는 못했다.
그는 1500m에도 참가했다. 완주를 했으며 순위는 중후반대로 알려져있다.